# Darker Than the Light That Never Bleeds
"Darker Than the Light That Never Bleeds" (também conhecido como: "Darker Than the Light That Never Bleeds (Chester Forever Steve Aoki Remix)") é uma canção remix de mashup, gravada pelo DJ e músico de electro house americano, Steve Aoki com a banda de rock Linkin Park. A canção é uma homenagem de Steve Aoki ao vocalista principal do Linkin Park, Chester Bennington que morreu em 20 de julho de 2017. É o segundo single após o falecimento de Bennington e também a terceira canção com a colaboração de Linkin Park e Steve Aoki.

## Contexto
A música foi "purificada" e remixada por Steve Aoki. A música é uma mistura de suas duas colaborações anteriores: "A Light That Never Comes", que foi lançado em 2013 no segundo álbum de remix do Linkin Park, Recharged e "Darker Than Blood", do terceiro álbum de estúdio de Aoki, Neon Future II. A música foi lançada como um tributo do DJ para o vocalista Chester Bennington após a sua morte, aproximadamente um mês antes do lançamento. Segundo o DJ, todos os procedimentos do single seriam doados em nome de Chester para o Music for Relief e para o One More Light fund, que está aberto para a prevenção de suicídio e nomeado após o último álbum de estúdio da banda.

## Faixas e formatos
| Download digital |                                                                              |         |  |
| N.º              | Título                                                                       | Duração |  |
| 1.               | "Darker Than The Light That Never Bleeds" (Chester Forever Steve Aoki Remix) | 4:03    |  |